# Laurence Rasti
Laurence Rasti, née en mars 1990 à Genève, est une photographe suisse. Elle est connue pour son travail engagé sur la notion d’identité et de beauté, explorant les concepts de masculinité et de féminité et dénonçant les inégalités.

## Biographie

### Enfance et éducation
Laurence Rasti naît en mars 1990 à Genève en Suisse de parents iraniens. Elle se destine à faire du droit, marquée par ses fréquents séjours en Iran où les codes sociaux différents lui « donnent envie de [se] battre pour l’égalité, l’émancipation et la liberté d’expression ».
Disposant de facultés pour le dessin, elle passe un Certificat fédéral de capacité (CFC) de graphisme puis un bachelor à l’École cantonale d'art de Lausanne (ECAL) en 2014 où elle découvre la photographie et son pouvoir communicant. En 2019, elle obtient un master en arts visuels à la Haute École d'art et de design Genève (HEAD).

### Carrière photographique

#### There are no homosexuals in Iran
En 2017, Laurence Rasti publie There Are No Homosexuals in Iran (Il n’y a pas d’homosexuels en Iran) en réaction à la déclaration du président de la république islamique Mahmoud Ahmadinejad dix ans plus tôt à l’université Columbia, aux États-Unis : « En Iran, nous n’avons pas d’homosexuels comme dans votre pays ». Pour ce travail, elle s’est rendu des dizaines de fois entre 2014 et 2016 dans la petite ville turque de Denizli, où des centaines de réfugiés homosexuels attendent de rejoindre un pays d’accueil. Ses photos aux angles très variés comportent des aspects ludiques et parfois festifs. Publié aux Éditions Patrick Frey, l’ouvrage est présélectionné au Paris Photo Aperture First Photobook Award, au Prix du livre d'auteur des Rencontres d'Arles et nommé parmi les 10 meilleurs livres photo de 2017 par le New York Times Magazine,,.

#### Venuses
Laurence Rasti poursuit son travail avec Venuses, un projet au long cours où elle interroge le féminin, son ressenti et ses expressions. Elle photographie et s’entretient avec Shaya, une femme trans iranienne qui a vécu en Turquie et Lena, sa voisine atteinte d’un cancer du sein et dont elle documente le combat. Elle obtient une bourse Berthoud, Lissignol-Chevalier et Galland pour la jeune création contemporaine de la Ville de Genève. Ses photos sont présentées au Centre d’art contemporain de Genève.

#### Le Salève
En 2018, Laurence Rasti est sélectionnée par le Musée de l’Élysée qui donne carte blanche à dix photographes romands pour partager leur vision des notions d’humanité, d’impartialité, de neutralité et d’indépendance. Elle réalise un court-métrage de trois minutes, Le Salève, une conversation autour de la notion de frontière avec Zia, 21 ans, né en Afghanistan. L’ensemble est présenté dans le cadre de l’exposition itinérante Principes humanitaires, ici et maintenant, en partenariat avec le Département fédéral des affaires étrangères (DFAE) et le Comité international de la Croix-Rouge (CICR) et présentée dans le monde entier par le biais du réseau des ambassades suisses,.
Elle est cosignataire de Rencontres photo d’Arles : où sont les femmes ? lettre à Sam Stourdzé, directeur des Rencontres d’Arles, publiée dans le quotidien Libération le 3 septembre 2018.
Elle intervient depuis septembre 2020 à l’École de design et haute école d'art du Valais (EDHEA).

## Expérience et éducation
De 2006 à 2009, elle suit la formation CFC de graphiste a l'école des arts appliqués de Genève. Entre 2011 et 2014, elle effectue un bachelor en photographie à l'école cantonale d'art de Lausanne.
De 2014 en 2015, elle est photojournaliste chez Tamedia - Le Matin et Le Matin Dimanche.
En 2015, elle devient photographe indépendant pour plusieurs médias suisses, notamment pour Le Temps, Republic, Friday Magazine. Puis cumulativement dès 2016, MFA des beaux-arts, Work.Master, à la HEAD, Suisse.
En 2018, elle devient membre du comité de proximité. association suisse pour la photographie contemporaine et en 2020, professeur de photographie, Bachelor des beaux-arts à l'école supérieure de design et des arts (EDHEA)[pas clair].

## Expositions majeures
- 2015 : Circulation(s), festival de la jeune photographie européenne, Paris[11]
- 2015 : reGeneration3, Musée de l'Élysée de Lausane[12],[13]

Plusieurs de ses photographies font partie de la collection du Fonds régional d'art contemporain (Frac) Poitou-Charentes

## Prix et distinctions
- 2022 : Fondation Irène Reymond
- 2019 : L’enquête photographique genevoise[15]
- 2016 : Prix suisses de design[16]
- 2015 : Festival Boutographies de Montpellier[17]
- 2015 : Swiss Press Award – ewz selection, catégorie Fine Art[18],[19]
- 2017 : Médaillée d’or au concours de photographie des VIIIes Jeux de la Francophonie à Abidjan (Côte d’Ivoire)[20].

## Publications
- (en) Laurence Rasti, There are no homosexuals in Iran, 2017 (ISBN 978-3-906803-38-8 et 3-906803-38-4, OCLC 1001251632, lire en ligne) Queeramnesty, numéro 3[21]